# علم الميكروبيوم الدوائي

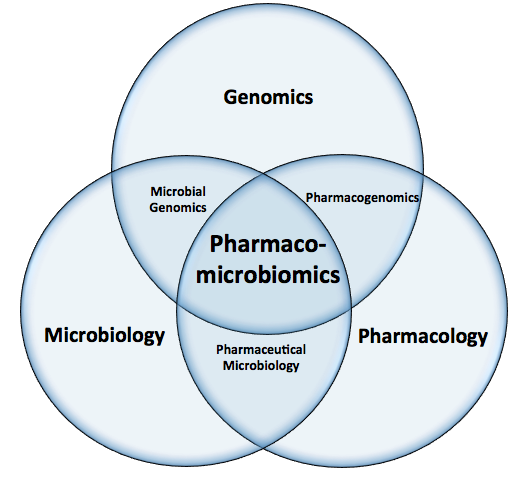

علم الميكروبيوم الدوائي، الذي استُخدم لأول مرة في عام 2010، يُعرف بأنه تأثير تغيرات الميكروبيوم في التخلص من الدواء، وعمله، وسميته. يهتم علم الميكروبيوم الدوائي بالتفاعل بين الدخيل الحيوي، أو المركبات الغريبة، وميكروبات الأمعاء. يُقدر أن أكثر من 100 تريليون من بدائيات النوى التي تمثل أكثر من 1000 نوع تعيش في الأمعاء. داخل الأمعاء، تساعد الميكروبات على تعديل وظائف المضيف الإنمائية والمناعية والتغذوية. يعمل الجينوم الكلي للميكروبات على زيادة القدرات الأيضية (الاستقلابية) لدى البشر، ما يسمح لهم بالحصول على العناصر الغذائية من مصادر متنوعة. يمكن للميكروبات أن تؤثر بشكل كبير على هضم المواد الدخيلة الحيوية من خلال إفراز الإنزيمات التي تساعد في عملية استقلاب المواد الكيميائية الغريبة الداخلة إلى الجسم، وتعديل إنزيمات الكبد والأمعاء، وتعديل التعبير عن الجينات الأيضية البشرية.
تضمنت الجهود المبذولة لفهم التفاعل بين أنواع معينة من المواد الدخيلة حيويًا والميكروبيوم تقليديًا استخدام نماذج في الجسم الحي بالإضافة إلى نماذج في المخبر. في الآونة الأخيرة، استُخدم تسلسل الجيل التالي للحمض النووي الجينومي المأخوذ من مجتمع ميكروبات ما لتحديد الكائنات الحية داخل المجتمعات الميكروبية، ما سمح بتوصيفات دقيقة لتكوين الميكروبات داخل بيئة ما. تهدف مبادرات مثل مشروع الميكروبيوم البشري (إتش إم بّي) إلى وصف التركيب الميكروبي لأوساط الفم، والأمعاء، والمهبل، والجلد، والأنف. سرّع هذا المشروع وغيره من مشاريع تحديد خصائص الميكروبيوم دراسةَ علم الميكروبيوم الدوائي. قد يؤدي الفهم الشامل للميكروبيوم في جسم الإنسان إلى تطوير علاجات جديدة وعلاجات دوائية شخصية لا يزداد تأثيرها أو تُفعّل نتيجةً للعمليات التي تؤديها الميكروبيوم.

## نبذة تاريخية
شرح رونالد شالين في ورقة بحث في عام 1973 أن الميكروبيوم المعدي المعوي لديه القدرة على العمل وكأنه عضو يمتلك قدرة أيضية مساوية لقدرة الكبد على الأقل. منذ ذلك الحين، اعتُرف بأهمية الميكروبيوم البشري في التواسط في الصحة والمرض، ووصفت التفاعلات المحددة بين المواد الدخيلة الحيوية والميكروبات باستخدام طرق في المختبر أو في الجسم الحي. ومع ذلك، لم تأخذ الكثير من الدراسات في الاعتبار البروفيل الأيضي الكامل، ما دفع البعض للقول إن الدور التجميعي للميكروبيوم في استقلاب الدخيل الحيوي والسمية بقي مجهولًا إلى حد كبير. يُقال إن 84% من الأدوية الأكثر مبيعًا في الولايات المتحدة وأوروبا تُعطى عن طريق الفم، ما يجعلها الطريقة الأكثر شيوعًا لإعطاء الأدوية. ينطوي ذلك على أن نسبة كبيرة من الأدوية، وخاصة تلك التي تكون ضعيفة الذوبان والنفوذية، تواجه الميكروبات وتخضع لتفاعلات الحلمهة والاختزال.
سهّلت تقنيات التسلسل، مثل التسلسل الميتاجينومي العشوائي للرنا الريبوسومي 16 إس، التطور السريع في مجال علم الميكروبيوم الدوائي من خلال تسجيل تنوع الكائنات الحية في المجتمعات الميكروبية. هدفَ مشروع الميكروبيوم البشري وميتاجينوميات السبيل المعوي لدى الإنسان (ميتا هيت)، اللذين أُنشئا في عامي 2007 و2008 على التوالي، إلى تمييز الاختلافات في الميكروبات البشرية. هذه المشاريع واسعة النطاق هي الأساس لعلم الميكروبيوم الدوائي، لأنها تسمح بإنشاء نماذج إحصائية يمكنها أن تأخذ بعين الاعتبار الاختلاف في التركيب الميكروبي بين الأفراد.

## طرق لتوضيح تكوين الميكروبيوم

### نماذج حيوانية
قُيمت التفاعلات بين المواد الدخيلة الحيوية وميكروبيوم المضيف بشكل أساسي من خلال إجراء تجارب على النماذج حيوانية في المختبر، إذ تصعب محاكاة الأمعاء البشرية الطبيعية. بشكل عام، يكون نمط المستعمرات البكتيرية ذاتها في الحيوانات المختلفة، من ناحية درجة الحموضة وعدد الكائنات الحية الدقيقة اللذين يزدادان تدريجيًا من الأمعاء الدقيقة باتجاه الموصل اللفائفي الأعوري للأمعاء الغليظة. تُعد الجرذان الخالية من الجراثيم والمستعمرة بالمواد البرازية البشرية المعيار الذهبي في المحاكاة الحيوانية للبيئة الميكروبية المعوية. ومع ذلك، قد تختلف الفعالية الإنزيمية اختلافًا كبيرًا بين الكائنات الحية.

### نماذجفي المختبر
تمثل الميكروبات الموجودة في عينات البراز البشري إلى حد ما الميكروبات المعوية، وهي تُستخدم بشكل متكرر في المزارع المختبرية. طُورت مجموعة متنوعة من تقنيات النمذجة الميكروبية في المختبر. تتضمن زراعة الوجيبة الساكنة فرش البكتيريا دون إعادة ملء الوسط على فترات منتظمة. تسمح أنظمة الزرع شبه المستمر بإضافة الوسط دون عرقلة نمو البكتيريا، وتشمل إمكانية التحكم بدرجة الحموضة. يشابه نظام الزرع المستمر نظام الأمعاء بدرجة أكبر، لأنه يجدد وسط الزرع ويزيله بشكل مستمر. ينجز جهاز محاكاة النظام الميكروبي المعوي البشري (إس إتش آي إم إي) عملية نمذجة الأمعاء الدقيقة والغليظة من خلال استخدام مفاعل من خمس مراحل، ويتضمن العديد من المنافذ من أجل المراقبة المستمرة لدرجة الحموضة والحجم. في الآونة الأخيرة، حسّن الباحثون جهاز «إس إتش آي إم إي» من خلال إضافة موجة تمعجية يجري التحكم بها بواسطة الكمبيوتر لتدوير الكيموس في جميع أنحاء الجهاز. منحت هذه التقنيات الباحثين تحكمًا دقيقًا ببيئة الزراعة، ما سهل اكتشاف التفاعلات بين المواد الدخيلة الحيوية والميكروبات.

## تكوين الميكروبيوم

### ميكروبات فردية

#### الأمعاء
داخل الأمعاء، يمكن العثور على غالبية الميكروبات في الأمعاء الغليظة، حيث درجة الحموضة أعلى وأكثر ملاءمة لبقائها. غالبًا ما تكون هذه البكتيريا أكثر فعالية من إنزيماتنا الهاضمة، وهي تعمل على هضم البروتين والكربوهيدرات. أظهرت نتائج أكثر من 690 ميكروبيوم بشري أن غالبية بكتيريا ميكروبيوم الأمعاء تنتمي إلى أربع شعب: متينات الجدار، والعصوانيات، والبكتريا الشعاوية، والمتقلبات.

#### المهبل
يمتلك المهبل أكثر من 200 نوع من الأنماط، وينتمي أكثرها شيوعًا إلى متينات الجدار، والعصوانيات، والبكتريا الشعاوية، والبكتريا المغزلية. يمكن لحمض اللبن وبيروكسيد الهيدروجين اللذين تفرزهما أصناف العصية اللبنية أن يخفضا درجة الحموضة، ما يزيد من نسبة البكتيريا ويسبب التهاب المهبل الجرثومي.

#### المشيمة
حَدد البروفيل الأول للميكروبات في حالات الحمل السليم أن مجهريات البقعة المتعايشة غير المسببة للأمراض تكون من شعب متينات الجدار، وعديمات الجدار، والمتقلبات، والعصوانيات، والبكتريا المغزلية.

#### التجويف الفموي
فُحصت تسعة مواقع داخل الفم من خلال مشروع الميكروبيوم البشري، ووُجد أنها غنية بأكثر من 300 جنس تنتمي إلى أكثر من 20 شعبة من البكتيريا.

### مشروع الميكروبيوم البشري
أطلقت معاهد الصحة الوطنية الأمريكية (إن آي إتش) مشروع الميكروبيوم البشري (إتش إم بّي) في عام 2008. يتمثل الهدف العام للمشروع بوضع توصيف شامل لمجهريات البقعة ودورها في صحة الإنسان ومرضه، بالإضافة إلى تطوير مجموعات بيانات وأدوات يمكن للعلماء استخدامها لدراسة التجمعات الميكروبية. الأهداف المحددة هي على النحو التالي:
1. تطوير مجموعة مرجعية من تسلسل الجينوم الميكروبي للتوصيف الأولي للميكروبيوم البشري.
2. توضيح العلاقة بين المرض والتغيرات في الميكروبيوم البشري.
3. تطوير تقنيات التحليل الحسابي، أي طرق تسلسل الميكروبات الفردية أو جميع أفراد التجمعات المركبة في نفس الوقت.
4. إنشاء مركز لتحليل البيانات وتنسيقها لتزويد الجمهور بالمعلومات المتوفرة حول المشروع والنتائج والبيانات الأولية.
5. إنشاء مستودعات بحثية لتخزين المواد والكواشف المستخدمة في مشروع الميكروبيوم البشري. ويشمل هذا الكائنات الحية المزروعة وعينات الحمض النووي الميتاجينومي.
6. دراسة الآثار الأخلاقية والقانونية والاجتماعية لأبحاث مشروع الميكروبيوم البشري.

الوسيلة الأساسية للتوصيف هي من خلال تسلسل الرنا الريبوسومي 16 إس والتسلسل العشوائي الميتاجينومي. تشمل مواقع الجسم التي تُؤخذ منها العينات الجلد، والتجويف الفموي، والأمعاء، والمهبل، والتجويف الأنفي. يحتوي الموقع الإلكتروني لمشروع إتش إم بّي على بيانات التسلسل والاستبناء الأيضي وبروفيل المجتمع الميكروبي. استُخدمت مجموعات البيانات هذه لربط بعض المتغيرات السريرية بتركيب الميكروبيوم.